# Masatoshi Mizutani
Masatoshi Mizutani (japanisch 水谷 允俊 Mizutani Masatoshi; * 7. Juli 1987 in der Präfektur Mie) ist ein japanischer Fußballspieler.

## Karriere
Mizutani erlernte das Fußballspielen in der Schulmannschaft der Yokkaichi Chuo Technical High School. Seinen ersten Vertrag unterschrieb er 2008 bei FC Gifu. Der Verein spielte in der zweithöchsten Liga des Landes, der J2 League. Für den Verein absolvierte er sechs Ligaspiele. Danach spielte er beim FC Suzuka Rampole und dem FC Kariya.